# Ketty Nivyabandi
Ketty Nivyabandi (sinh 1978) là một nhà thơ và nhân quyền nhà hoạt động người Burundi sống lưu vong ở Canada. Cô sinh ra ở Bỉ và lớn lên ở Bujumbura, Burundi, nơi cô học Quan hệ quốc tế và làm nhà báo. Thơ tiếng Pháp của cô đã xuất hiện trên các tạp chí văn học như Thế giới văn học ngày nay  và Từ ngữ không biên giới, và trong các tuyển tập như Chúng ta đã vượt qua nhiều dòng sông: Thơ mới từ châu Phi (2012). Năm 2012, cô đại diện cho Burundi trong London Po Thơ Parnassus như một phần của Thế vận hội mùa hè.
Nivyabandi trở thành một nhà hoạt động trong cuộc khủng hoảng hiến pháp năm 2015 của Burundi. Cô lãnh đạo cuộc biểu tình chỉ dành cho phụ nữ đầu tiên của Burundi và là thành viên sáng lập Phong trào Phụ nữ và Cô gái vì Hòa bình và An ninh ở Burundi. Cô bị buộc phải chạy trốn khỏi đất nước khi bị chính phủ nhắm đến. Cô đã làm chứng trước Tiểu ban Hạ viện Canada về Nhân quyền quốc tế về vi phạm nhân quyền ở Burundi, và thường xuyên nói về quyền con người, đặc biệt là quyền của phụ nữ và ảnh hưởng của xung đột đối với cuộc sống của phụ nữ. Năm 2016, cô được đưa vào Rad Women Worldwide của Kate Schatz.
Năm 2017, cô gia nhập đội ngũ của Sáng kiến Phụ nữ Nobel với tư cách là Cộng tác viên Truyền thông. Vào tháng 3 năm 2019, cô là một diễn giả tại Hội nghị thượng đỉnh về Nhân quyền và Dân chủ tại Geneva. Hiện tại cô cư trú và làm việc tại Bujumbura, thành phố quê hương của cô ở Burundi.